# Mărioara Trașcă
Mărioara Trașcă   (Bucarest, 29 d'octubre de 1962) és una remadora romanesa, ja retirada, que va competir durant la dècada de 1980.
El 1984 va prendre part en els Jocs Olímpics d'Estiu de Los Angeles, on guanyà la medalla de plata en la prova del vuit amb timoner del programa de rem. Quatre anys més tard, als Jocs de Seül, va disputar dues proves del programa de rem. En el vuit amb timoner tornà a guanyar la medalla de plata, mentre en el quatre amb timoner guanyà la de bronze.
En el seu palmarès també destaquen quatre medalles al Campionat del món de rem, tres d'or i una de bronze, entre les edicions de 1985 i 1987. El 1989 guanyà una medalla d'or a les Universíades.